# No. 30 Commando
No. 30 Commando — подразделение британских коммандос времён Второй мировой войны, которое было создано в 1941 году для проведения специальных разведывательных операций. В ходе Второй мировой войны «Красными индейцами», как были прозваны бойцы подразделения, был проведен ряд успешных операций по захвату военных карт, образцов передовой германской военной техники, а также немецких военных специалистов и учёных (в том числе и Вернера фон Брауна). В конце Второй мировой войны подразделение было перебазировано на Дальний Восток, однако не успело там проявить себя вследствие капитуляции Японии. Впоследствии группа вела успешную разведывательную деятельность в Сингапуре, Индо-Китае и Гонконге, однако была расформирована в 1946 году. Ныне её правопреемником служит 30-й штурмовой отряд.

### Основные источники
- Chappell, Mike (1996). Army Commandos 1940-45. London: Osprey Publishing. ISBN 1-85532-579-9.
- Haining, Peter (2007). The Mystery of Rommel’s Gold: The Search for the Legendary Nazi Treasure. Avana Books. ISBN 1-84486-053-1.
- Ladd, James (1980). The Royal Marines 1919—1980. London: Jane’s. ISBN 978-0-7106-0011-0.
- Moreman, Timothy (2006). British Commandos 1940-46. Osprey Publishing. ISBN 1-84176-986-X.

### Дополнительные источники
- Hugill, J.A.C. (1949). The Hazard Mesh. Hurst & Blackett. out of print.
- Riley, J.P. (1989). From Pole to Pole. Bluntisham Books. ISBN 1-871999-02-2.
- Dalzel-Job, Patrick (1991). From Artic Snow to Dust of Normandy. Pen and Sword Military Books. ISBN 1-84415-238-3.
- Rankin, Nicholas (2011). Ian Fleming’s Commandos: The Story of the Legendary 30 Assault Unit. Oxford University Press. ISBN 978-0-19-978282-6.
- Hampshire, A Cecil. (1978). The Secret Navies.